# Силиштеа (Браила)
Силиштеа (рум. Siliştea) насеље је у Румунији у округу Браила у општини Силиштеа. Oпштина се налази на надморској висини од 10 m.

## Становништво
Према подацима из 2002. године у насељу је живело 1881 становника, од којих су сви румунске националности.

### Хронологија
| Година       | 1992 | 1993 | 1994 | 1995 | 1996 | 1997 | 1998 | 1999 | 2000 | 2001 | 2002 | 2003 | 2004 | 2005 | 2006 | 2007 | 2008 | 2009 | 2010 | 2011 | 2012 | 2013 | 2014 | 2015 | 2016 | 2017 |
| ------------ | ---- | ---- | ---- | ---- | ---- | ---- | ---- | ---- | ---- | ---- | ---- | ---- | ---- | ---- | ---- | ---- | ---- | ---- | ---- | ---- | ---- | ---- | ---- | ---- | ---- | ---- |
| Становништво | 1827 | 1823 | 1793 | 1802 | 1791 | 1827 | 1891 | 1880 | 1913 | 1891 | 1877 | 1870 | 1867 | 1881 | 1910 | 1881 | 1871 | 1868 | 1880 | 1884 | 1889 | 1894 | 1879 | 1866 | 1870 | 1865 |